# 288-ма артилерійська бригада (РФ)
288-ма артилерійська Варшавська Бранденбурзька Червоного прапора орденів Кутузова, Богдана Хмельницького і Червоної Зірки бригада (288 АБр, в/ч 30683) — з'єднання артилерійських військ Збройних сил РФ. Входить до складу 20-ї гвардійської загальновійськової армії Західного військового округу. Належить до частин постійної готовності. 

## Дислокація
Бригада дислокується в с. Муліно Нижньогородської обл.

## Історія
Бригада веде свою історію від з'єднання, що було сформоване 11 грудня 1942 року.
Після розпаду СРСР 288-ма важка гаубична артилерійська бригада 34-ї артилерійської дивізії дислокувалась на території Німеччини в місті Хемніц.
В травні 1994 року бригада в складі дивізії передислокована на територію Нижньогородської області в с. Муліно.
Станом на 1 січня 2000 року на озброєнні бригади знаходилось 72 гаубиці калібру 152 мм 2A65 2А65 «Мста-Б».
За результатами 2010 навчального року бригада визнана кращим артилерійським з"єднанням Західного військового округу.

### Війна на сході України
Підрозділи 288 АБр були зафіксовані на кордоні з Україною у Ростовській області РФ.

### Російське вторгнення в Україну 2022 року
Військовослужбовці 288 артилерійської бригади 1-ї танкової армії[уточнити] Західного ВО ЗС РФ брали участь у відкритому військовому вторгненні в Україну. Особовий склад бригади причетний до прицільних артилерійських обстрілів із важких видів озброєння населених пунктів у Сумській та Харківській областях, що призвело до значних жертв серед мирного населення.

## Матеріали
- 288 АБР, МУЛИНО, ЗВО (дзеркало) // warfare.be